# TCG 아나돌루

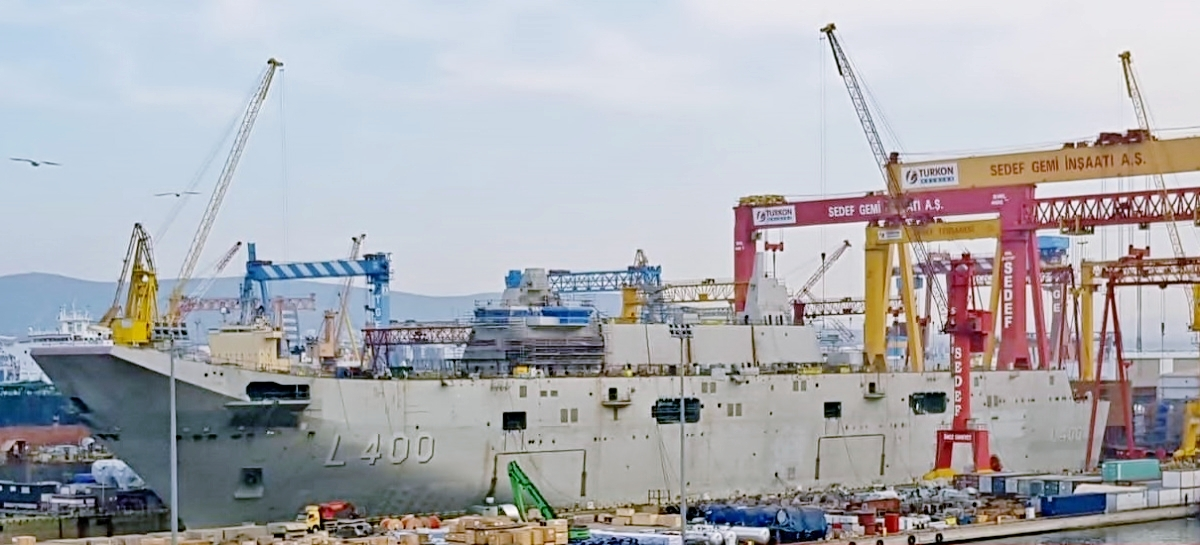

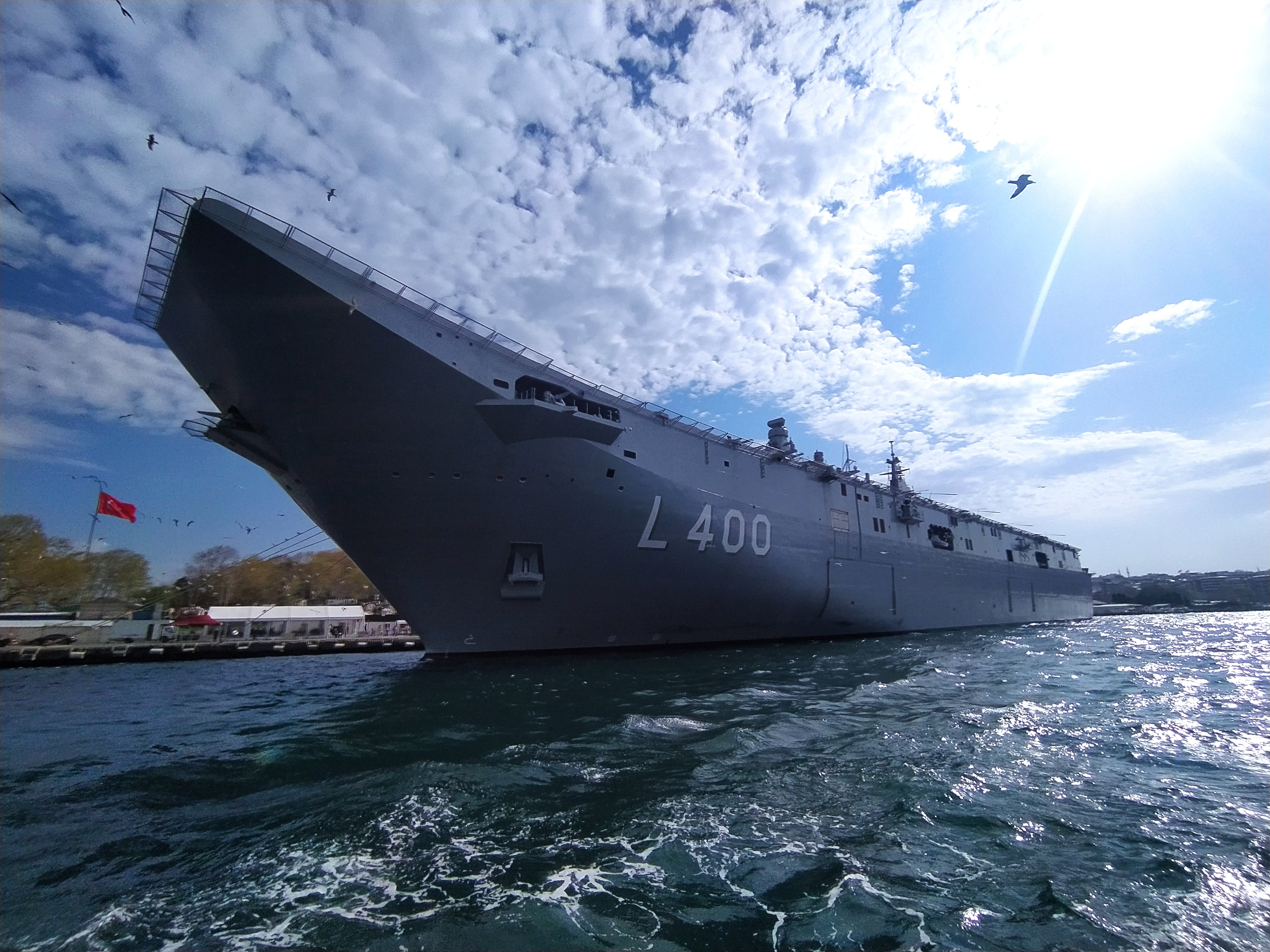

TCG 아나돌루는 터키 해군의 강습상륙함이다.

## 역사
스페인 해군의 배수량 27,079톤급 SPS 후안 카를로스 1세와 같은 디자인이다.
2013년 12월, 아나톨루함 건조 예산은 5억 달러(6천억원)로 추정된다.
2016년에 건조를 시작해 2018년 기공식을 가졌다. 2019년에 준공식을 하였다.

### 디자인 및 사양
2013년 12월 터키 LPD/LHD 프로그램의 비용은 3억 7500만 유로(약 5억 달러)로 추산되었다. 원래 계획에 따르면 터키 해군은 헬리콥터만 사용할 수 있도록 최적화하기 위해 약간 더 짧은 비행갑판을 원했다.
그러나 터키 해군은 이후 계획을 변경하고 스키점프 램프를 앞에 두고 완전히 장비된 비행갑판을 선택하였다.http://turkishnavy.net/2015/05/ "LPD 건설 계약이 체결되었다", 보스포러스 해군 뉴스, 2015년 5월 19일.</ref><refname=L400 Tech Specs/> 터키는 [[록히드 마틴 F-35 Lightning II] 구매 기업이었다.F-35 라이트닝 II를 개발한 터키 공군은 미국 상원의 MISS 400의 수출을 저지할 때까지 록히드 마틴 F-35 라이트닝 II#F-35A를 보유할 계획이었다.le system](러시아로부터 [[]의 적용을 받는다.CAATA 제재]]. F-35B STOVL 대신 터키 해군은 단기적으로 국내에서 생산된 무인 전투기를 운용할 것이다
공식 사양에 따르면 TCG '아나돌루'는 'STOVL 항공모함' 구성에서 F-35B(향후 터키가 항공기를 구입할 경우) 10대, 중형 헬기 12대까지 운용할 수 있게 된다.
최종 설계의 치수는 {{beam|231|m|ftin|sp=us}, {{beam(beam)|{beam}, {{beam(beam)|{beam)}, , {ftin}이다.8|m|ftin|sp=us|sp=on}sv=on, 높이 . 최대 속도는 {{convert|21}이다.5|kn|lk=in}은 "STOVL 항공모함" 구성의 경우 또는 {{continuous|29|kn}은 "공격함" 구성의 경우. 최대 범위는 경제적인 속도에서 {{continu|9000|nmi|lk=in}이다.

#### STOVL 항공모함 구성
이 배는 중형 헬기 12대나 8대를 수용할 수 있는 개의 비행갑판과 {{claving|990|m2|abbr=on}개의 항공기를 보유하고 있다.보잉 CH-47F 치누크] 중리프트 헬리콥터. 항공 격납고와 경화물 차고지가 통일되면 이 배는 최대 25대의 중형 헬기를 탑재할 수 있다. F-35B STOVL 전투기 10대와 중형 헬기 12대를 탑재할 수 있다. <ref name="플리머스" / > 6대의 헬리콥터를 비행갑판에 더 수용할 수 있는 가능성.

#### 심각한 공격함 구성
이 선박은 20피트 동급 유닛을 위한 경화물 차고 개를 보유하고 있다.TEU] 컨테이너 및 27개 [[[공격용 수륙양용차량|양용수송차량]]] (AAV); {{climes|1,440|m2|abbr=on} 독으로 4개의 [[[기계화]](LCM) 또는 2개의 [[[[착륙 항공기 쿠션(LCAC)] 또는 2개의 [[[[[착륙 항공기 인력]]]](LCVP);<ref name="플리머스 " / > 및 개의 중하중을 위한 차고로, 29개의 주 전차 (MBT), 암묵적 어썰트 V.
1. ↑  틀:Timeout web
2. ↑  [http://blogs.plymouth.ac.uk/dcss/2015/05/11/turkey-signs-contract-with-navantia-sedef-for-the-construction-of-a-light-aircraft-carrier/ "터키는 나반티아-세데프와 경항공모함 건조 계약을 체결", 2015년 5월 11일 플리머스 대학교 해양 전력 및 전략 센터.
3. ↑  “The Construction Of The Multipurpose Amphibious Assault Ship TCG Anadolu Has Started”. Bosphorus Naval News. 2016년 5월 2일.
4. ↑  {{웹 인용|url=https://www.forbes.com/sites/hisutton/2020/05/13/turkeys-new-assault-carrier-will-transform-navy/#264f599f1d%7Cturkey's New Attack Carrier Will Transform Navy}
5. ↑  "Turkey signs contract with Navantia-Sedef for the construction of a light aircraft carrier", Dartmouth Centre for Seapower and Strategy, Plymouth University, 11 May 2015.